# Regione Autonoma di Tobago
La regione di Tobago è una regione di Trinidad e Tobago. Il capoluogo è Scarborough. 

## Geografia antropica

### Suddivisioni amministrative
Storicamente Tobago era divisa in 7 parrocchie (Saint Andrew, Saint David, Saint George, Saint John, Saint Mary, Saint Patrick e Saint Paul). Nel 1768 ogni parrocchia nominava dei rappresentanti alla Tobago House of Assembly. Il 20 ottobre 1889 la Corona britannica ordinò che Tobago divenisse un ward di Trinidad, ponendo così fine al governo locale dell'isola e creando una colonia unica. Nel 1945, quando venne riorganizzato il sistema amministrativo, Tobago era amministrata come un territorio a sé stante. Nel 1980 si decise di reintrodurre il governo locale nell'isola. Sotto questo nuovo sistema, attualmente Tobago è divisa in 12 distretti elettorali, ognuno dei quali elegge un rappresentante all'assemblea locale.
Col censimento del 2011 vennero reintrodotte le parrocchie come livello amministrativo di primo livello. L'isola risulta così suddivisa in 7 parrocchie:
- Parrocchia di Saint George
- Parrocchia di Saint Mary
- Parrocchia di Saint Andrew
- Parrocchia di Saint Patrick
- Parrocchia di Saint David
- Parrocchia di Saint Paul
- Parrocchia di Saint John

La Regione Autonoma di Tobago è governata localmente dalla Tobago House of Assembly.

### Città principali
- Arnos Vale
- Canaan
- Carnbee
- Charlotteville
- Crown Point
- Plymouth
- Roxborough
- Speyside